# Zodiac P.I.
 For alternative betydninger, se Zodiac (flertydig). (Se også artikler, som begynder med Zodiac)
Zodiac P.I. (十二宮でつかまえて Juunikyuu de Tsukamaete, bogst. Zodiac Detektiv) er en mangaserie skrevet og tegnet af Natsumi Ando 2001-2002 og udgivet i Japan i fire bind af forlaget Kodansha. Serien er ikke oversat til dansk, men Tokyopop har udsendt en engelsk oversættelse og Heyne Verlag en tysk, sidstnævnte med titlen Zodiac Private Investigator.

## Plot
Den 13-årige pige Riri Hoshizawa bruger horoskoper og astrologi til at opklare forbrydelser støttet af sin barndomsven Hiromi, der er vendt tilbage efter have tilbragt ti år i Amerika. Riri bruger en særlig stjernering til at spå og indimellem også til at forvandle sig til "Detektiven Spica", som ingen kan genkende undtagen Hiromi. Ringen blev efterladt til Riri af hendes mor, der tidligere forvandlede sig Detektiven Spica, men som nu er forsvundet. Et af Riris mål på sigt er at finde ud af, hvad der skete med hende.
Med hjælp fra ringen og Hiromi opklarer Riri mange forskellige sager. Den første er en drabelig sag om hendes egen klassekammerat Chihiro, der er blevet myrdet. Andre sager bringer hende til en klaverskole, et tv-studio og et bryllup. I alle tilfælde vil hun finde ud af hvornår ofrene er født og dermed deres stjernetegn. Med ringens kraft fremkalder hun så det pågældende stjernetegns ånd. Derefter beder hun om offerets horoskop for en bestemt dag, der har betydning for forbrydelsen. Sammen med horoskopet får hun en ledetråd til at hjælpe hende med at opklare forbrydelsen.

## Figurer
- Riri Hoshizawa (星沢リリ Hoshizawa Riri) er en energisk pige, der er kendt for at spå, men som hemmeligt også er detektiv under navnet Spica. Hun er dygtig til horoskoper og elsker at opklare sager. Hun bærer en stjernering, som hun har arvet fra sin mor, og som gemmer på de tolv stjernetegns ånder, der giver hende ledetråde til at opklare sagerne. Det hun bedst kan lide at gøre er at forklæde sig på mange forskellige måder, at opklare sager og at prøve at stoppe den mystiske Sirius, som tror hun er bedre end Spica. Hendes bedste fag er idræt, men ellers er hun ikke just skolens bedste elev. Overfor andre kan hun ofte forekomme lidt klodset, akavet og ekstremt uadvendt.

- Hiromi Oikawa (及川ひろみ Oikawa Hiromi) er Riris kloge barndomsven, der er vendt tilbage til Japan efter at have boet i Amerika, hvor han studerede kriminologisk psykologi. Han er allergisk overfor piger og får udslæt overalt, hvis en rører ham. Det viser sig senere, at Riri uforvarende var skyld i det, men ikke desto mindre er han alligevel forelsket i hende. Da de gik i børnehave, fik han øgenavnet "Hiro" af Riri.

- Sirius Hoshizawa (星沢シリウス Hoshizawa Shiriesu) er en kvindelig privatdetektiv og tilsyneladende en konkurrent til Spica. I sidste bind bliver det imidlertid afsløret, at hun i virkeligheden er Riris forsvundne mor. Inden da havde hun i andet bind sat Riri på en prøve, der kunne være gået udover Hiromi. Det viste sig dog senere, at hun aldrig ville gøre ham ondt og endda havde taget forholdsregler. Da Sirius selv var Spica, blev hun hypnotiseret af en mand ved navn Zeus, der fejlagtigt troede, at hun havde kidnappet hans gamle kæreste Hikari. Riri befriede sin mor ved at tage den ring af, der holdt hende i hypnosen. Ved seriens slutning har hun overtaget Riris arbejde med at spå, så denne i stedet kan blive Spica på fuld tid.

- Inspektør Hoshizawa (インスペクタ星沢 Insupecta Hoshizawa) er Riris far og en politimand, der altid bliver involveret i Riris sager. Han ved at Spica er hans egen datter men bryder sig ikke om det. Han har søgt efter Riris mor men uden held.

- Megumi Oikawa (及川めぐみ Oikawa Megumi) er Hiromis storesøster, der går på en pigeskole, og som er ret så forfængelig. I en af historierne sniger Lili og Hiromi sig ind på hendes skole forklædt som elever for at undersøge en række kidnapninger. Megumi bliver også kidnappet men efterlader et spor, der hjælper til med at redde hende og de andre. Senere beder hun Riri om et horoskop for hendes lektiehjælper, der snart skal giftes, hvilket leder til endnu en sag. Hun fortæller også, at Hiromis allergi skyldes, at han som lille blev syg af at vente forgæves i regnen på Riri efter at have givet hende et kærestebrev. Et brev som Riri imidlertid slet ikke kunne læse dengang på grund af de mange svære kanji i det.

- Zeus (ゼウス Zeusu) er en spåmand, der først optræder i sidste bind. Til at begynde med er han venlig overfor Riri, men så forgiver han hendes far og lukker denne inde. Efter at Riri befrier sin far, tager Zeus Hiromi til fange og kræver stjerneringen fra Riri. Han er dygtig til at bruge ædelstene til at hyptonisere folk, hvilket var måde, han holdt Riris mor (under aliaset Sirius) i sin magt. Han hader Spica og tror, at Riris mor kidnappede hans kæreste og gjorde hende fortræd. Riri afslører imidlertid senere, at kæresten frygtede, at Zeus var mere optaget af stjerneringen end hendes kærlighed, og bad Riris mor om hjælp til at få ham til at vælge. Da Zeus tøvede, blev hun knust og kastede sig selv ud fra en klippe. Efter at have lært dette, mister Zeus sit begær efter stjerneringen og lader Riri, Hiromi og Riris mor gå.

### Stjernetegnenes ånder
- Demeter (デメテル Demeteru) - Jomfruen. En følsom og delikat pige der ofte hakker på Riri. I bonushistorierne er hun en sortseer, der overreagerer og altid ser en masse umulige ting i fremtiden. Når hun er udenfor ringen, holder hun normalt sandhedens krystal i sine hænder.

- Antares (アンタレス Antaresu) - Skorpionen. En pige der aldrig har tilgivet Riri, efter at denne syntes, at hendes flamencodans lignede en blækspruttedans. Hun er en hævngerrig person men også rolig og cool. Når hun er udenfor ringen, holder hun normalt sandhedens krystal på en stav.

- Regulus (レグルス Reguresu) - Løven. En dreng der er åben, når det gælder hans meninger. Han vil give efter for Riris ønsker, hvis denne er venlig ved ham, og ikke da som hun engang slog ham, fordi han så hendes trusser og sagde, at de ikke var noget sexet valg, hvilket Riri opfattede som sexchikane. I bonushistorierne bliver han let frustreret, da han ikke kan få et kort. Udenfor ringen sidder han normalt på sandhedens krystal, mens den svæver.

- Parn (パーン Paan) - Stenbukken. En dreng der lader til at vide det hele, og som synes meget formel, men som i virkeligheden er meget sød. Han holder sig til reglerne, er meget høflig men er også et let offer. I modsætning til alle andre bryder han sig ikke om at komme ud af stjerneringen. Han bærer sandhedens krystal i et bælte, han har på.

- Astrea (アストレア Asutorea) - Vægten. En pige der er meget afslappet, meget bevidst om sig selv, og som behandler alle lige. Hun er også elegant, attraktiv, smart og har stor æstetisk sans. Hun bærer sandhedens krystal på den stav, hun rider på.

- Castor og Pollux (カストルとポルックス Kasutoru to Porukkusu) - Tvillingerne. Tvillinger der er glade, snakkesalige og romantiske. De er meget venlige og får nemt nye venner, men de har også nemt ved at kede sig og opgiver hurtigt forhold. De konkurrerer altid om, hvem der skal først ud af stjerneringen, f.eks. ved at sumowrestle på Riris hoved. De bærer sandhedens krystal i en kæde omkring begge deres halse.

- Chiron (ケイロン Keiron) - Skytten. En ånd der er utålmodig, liberal, og som går efter sine idealer. Chiron er glad, optimistisk og uadvendt men synes dog at rivalisere med Io. Chiron holder sandhedens krystal på en stav, hvis ene ende minder om en pil. Det bemærkes flere gange, at Chiron måske er en pige, men i bonushistorierne er der stærke tegn på, at Chiron er en dreng.

- Io (イオ Io) - Tyren. En venlig pige som er meget hengiven. Hun er meget ihærdig og holder sig selv på sporet. Hendes ultimative mål er en familie, der kan give hende fred og tryghed. Hun bærer sandhedens krystal på en hakama på hendes kimono.

- Aries (牡羊座 Ohitsujiza) - Vædderen. En forvirret pige der elsker at prøve nye ting. Hun er meget tung i opfattelsen men gør altid sit bedste ved alt, hvad hun gør. Hun støtter som regel Aphrodite. Hun bærer sandhedens krystal på en stav.

- Aphrodite (アフロディーテ Afurodite) - Fiskene. En romantisk, følsom og renhjertet pige. Hun virker sky men er faktisk villig til at ofre sig for andre. Hun er forelsket i Ganymede. Hun bærer sandhedens krystal foran på hendes kjole.

- Ganymede (ガニメデ Ganimede) - Vandmanden. En dreng der ser utilnærmelig og seriøs ud, men som faktisk er meget uforudseelig. Han er fri, uafhængig og bryder sig ikke om for meget opmærksomhed fra andre. Hans udgave af sandhedens krystal kan normalt ikke ses, men den er på hans stav.

- Praesepe (プレセペ Puresepe) - Krebsen. En pige der er venlig, lydig, og som altid bekymrer sig om andre. Hun er god til at bemærke detaljer og til at tage sig af andre. Hun bærer altid sandhedens krystal i guldring ved hånden.

## Manga
Mangaen gik oprindelig i det japanske magasin Nakayoshi og blev efterfølgende udgivet i fire bind af forlaget Kodansha. Disse er så efterfølgende oversat til engelsk af forlaget Tokyopop, til tysk af Heyne Verlag og til finsk af Sangatsu Manga.. I originalen var nogle sider i farver, men i den engelske og tyske oversættelse er alle sider i sort/hvid.
Serien går kronologisk frem med udvikling af Riris og Hiromis forhold, ligesom der jævnligt er plot i baggrunden, der beskæftiger sig med den mystiske Sirius og Riris forsvundne mor. Mange af historierne står dog alene og kan derfor læses og forstås uden kendskab til resten af serien. Nogle af mysterierne er delt over to kapitler, men de fleste fortælles i et hver.

### Bind
| Bind Kapitler | Udgivet i Japan  | Japansk ISBN       |
| --- | ---------------- | ------------------ |
| 1 | 6. november 2001 | ISBN 4-06-178977-5 |
| - File 01: Footprints of the Virgo (Parts 1-2) - File 02: Requiem for the Scorpio (Parts 1-3) - File 03: Black Hole of the Leo - Ekstra: The Star Talk (Antares og Demeter)                                                             |                  |                    |
| 2 | 6. juni 2002     | ISBN 4-06-178992-9 |
| - File 03 (fortsat): Black Hole of the Leo - File 04: Labyrinth of the Capricorn - File 05: Cards of the Libra (Parts 1-2) - File 06: The Doll of the Gemini (Part 1) - Ekstra: The Star Talk (Regulus, Parn, Astrea, Castor og Pollux) |                  |                    |
| 3 | 4. oktober 2002  | ISBN 4-06-178999-6 |
| - File 06: The Doll of the Gemini (Part 2) - File 07: A Love Letter from Sirius (Parts 1-2) - File 08: Wedding Reception of the Pisces (Parts 1-2) - Ekstra: Lili and Hiromi's First Case, The Star Talk (Chiron, Aries og Io)          |                  |                    |
| 4 | 6. marts 2003    | ISBN 4-06-364013-2 |
| - File 09: Zeus' House of Tricks (Parts 1-2) - File 10: Reunion With Mom - File 11: Where the Truth Is - File 12: When You Wish Upon a Star - Ekstra: The Star Talk (Aphrodite, Ganymede og Praesepe)                                   |                  |                    |